# Hospital San Juan de Dios (Caracas)
El Hospital San Juan de Dios de Caracas es un centro hospitalario localizado en la calle San Juan de Dios de la Urbanización Valle Arriba cerca de la salida de Santa Fe de la Autopista de Prados del Este, en jurisdicción del Municipio Baruta parte del Estado Miranda y al este de la ciudad de Caracas al norte de Venezuela.
El Hospital San Juan de Dios Caracas, es una institución sin fines de lucro, que  cuenta con más de 30 especialidades médicas a cargo de un plantilla de especialistas con trayectoria internacional, que brindan atención integral humanizada a pacientes pediátricos y adultos.
Los Hermanos de la Orden Hospitalaria de San Juan de Dios, previa solicitud de permiso a las autoridades competentes y con la bendición del excelentísimo señor Arzobispo de Caracas, monseñor Lucas Guillermo Castillo y el apoyo de la señora María Medina, hermana del entonces presidente de Venezuela, Dr. Isaías Medina, el día 20 de julio de 1942 inauguraban un pequeño y modesto Hospital en respuesta inicial a lo que estaban proyectando: Una obra para niños con deformidades osteoarticulares y problemas traumatológicos. Al siguiente año, lograron adquirir un lugar más amplio y con la ayuda del pueblo generoso, de Caracas, el día 8 de marzo de 1943, abrieron sus puertas con el Nombre de “Hogar Clínica Nuestra Señora de Guadalupe” en la nueva quinta de Sabana Grande. Un día antes, se hospitalizó el primer paciente: José Óscar Torres, de 3 años de edad y natural de Valera, Edo Trujillo, estand considerado su internamiento por el primer director médico, el Traumatólogo Dr. Hernán de las Casas.
En 1970, se hizo realidad el gran sueño de trasladar la institución a una edificación de nueve platas y varias alas, para brindar a los niños enfermos mayor capacidad y mejores condiciones asistenciales con equipos más modernos. Esta nueva edificación se llama “Hospital San Juan de Dios” localizado en la urbanización Colinas de valle Arriba; y bajo el lema “La Sonrisa de un Niño Sano será tu Recompensa” la institución ha alcanzado proyectarse con mayor fuerza en la comunidad caraqueña y a nivel nacional. El Hospital busca a través de campañas de recaudación los recursos para auxiliar a las familias más humildes, tratando de darles una excelente atención y acompañarles en la solución de sus problemas de salud. La orden se encuentra también en la ciudad de Maracaibo con el “Hogar clínica san Rafael”, desde el año 1954.
La historia refiere que la orden Hospitalaria de San Juan de Dios, tuvo su primera fundación en Venezuela en el actual Edo de Mérida, en el remoto año 1630, mucho más tarde por una Real Cédula de Felipe V, dada el 10 de marzo de 1716, se aprobaron las gestiones y licencias previas del obispo y el capitán general de Venezuela, teniente general Gabriel de Zuluaga, para fundar el convento “Hospital San Juan de Dios” en el puerto de la Guaira en las costas venezolanas, mediante los medio económicos dejados por la vecina Doña Josefa Gorliz a tal fin. A mediados del siglo XIX, debido a la desamortización eclesiástica de Mendizábal  quien estuvo vinculado a las tropas españolas enfrentadas a los invasores franceses y luego, a las dos primeras “3 guerras civiles españolas del siglo XIX”, los hospitales de orden se cerraron en este continente. Las consecuencias de la desamortización fue el desmantelamiento casi completo de la propiedad de la iglesia, de sus fuentes de riquezas y la supresión de las órdenes religiosas. Esta desamortización aplicada por Mendizábal fue parte de las reformas hacendísticas y administrativas planeadas para aliviar la situación financiera por la que atravesaba España. Esto repercutió en los institutos religiosos en América, provocando la desaparición de la mayoría de ellos.
La Orden Hospitalaria de los Hermanos de San Juan de Dios, fue fundada por este hombre extraordinario, De Origen portugués, nacido el año 1495, y su primer Hospital levantado en la ciudad de Granada- España, en el año 1538. Desde entonces, se fue gestando la Orden Hospitalaria y difundiéndose en los 5 continentes del mundo. Actualmente, estamos presente en 51 países de los cinco continentes. Estamos conformados por 1.230 Hermanos, 301 obras apostólicas, más de 40.000 colaboradores, entre trabajadores y voluntarios y más de 300.000 benefactores/donantes.

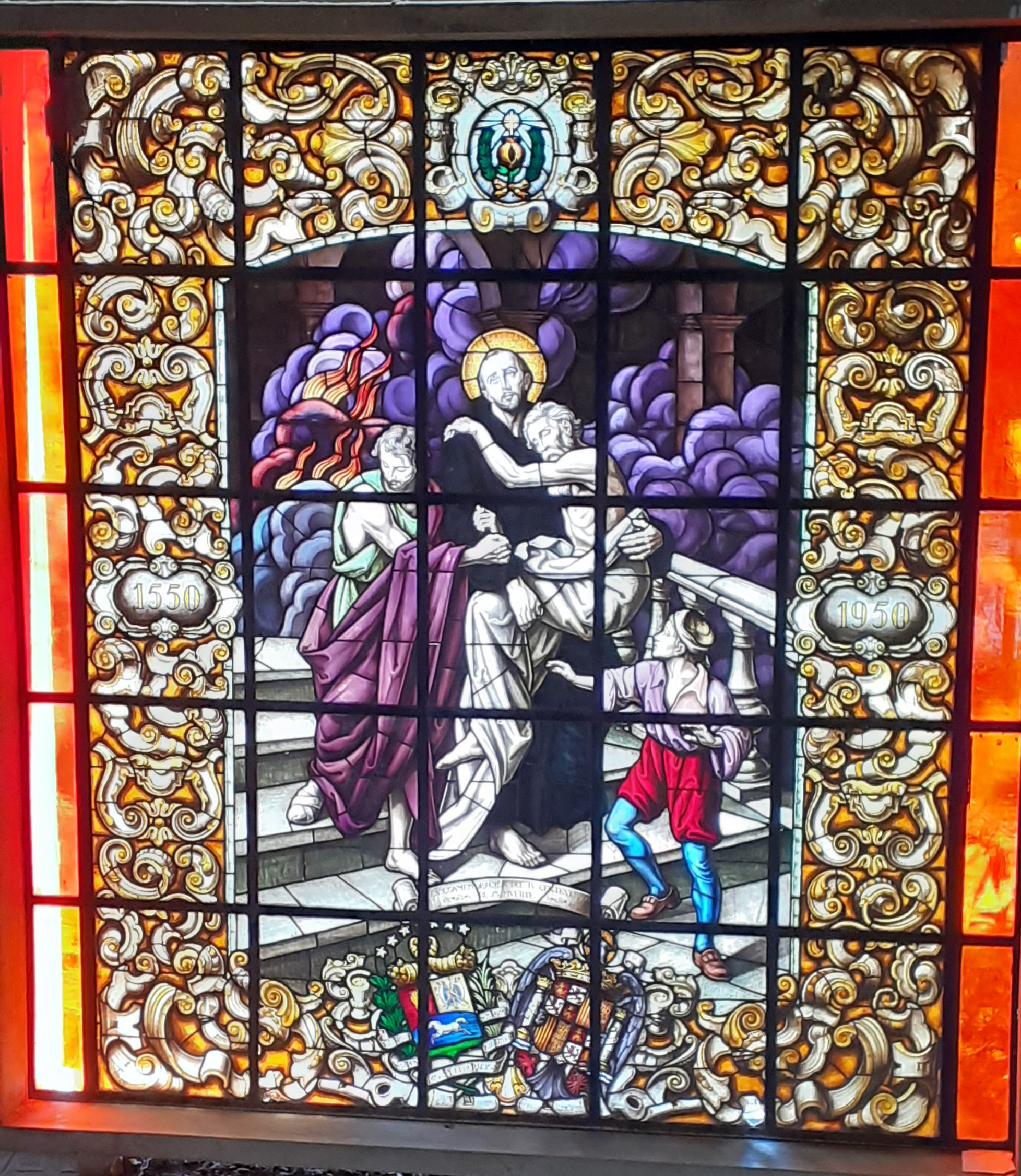
Vitral Icónico del Hospital San Juan de Dios Caracas, narra la historia del incendio donde San Juan de Dios salva a sus pacientes en el Hospital Real de Granada.